# Louis Martin Lebeuf
Pour les articles homonymes, voir Lebeuf.
Louis Martin Lebeuf (26 mai 1792 à L'Aigle - 10 novembre 1854 au château de Montgermont à Pringy) est un banquier, industriel et homme politique français.

## Biographie
Il appartient à une famille qui, depuis plus de deux cents ans, exerce le notariat. Destiné lui-même à cette carrière, il préfère le commerce, et, dès l'âge de dix-neuf ans, devient à Paris un des chefs d'une maison de banque où il était entré comme simple commis. Appelé aux foliations électives de juge au tribunal de commerce et de membre de la chambre de commerce de Paris, il est nommé, en 1835, régent de la Banque de France et en 1851 au conseil de surveillance de la Caisse d'Amortissement et de dépôts et consignations. En même temps il occupe dans l'industrie une place importante comme directeur des faïenceries de Creil et de Montereau, vice-président du conseil général des manufactures et des associations pour la défense du travail national, il combat les théories libre-échangistes.
Lebeuf entre dans la vie politique le 4 novembre 1837 : élu député du 3e collège de Seine-et-Marne (Arrondissement de Fontainebleau), il fait partie de la majorité conservatrice, et est membre de presque toutes les commissions où se traitent les questions de finances et d'industrie. Réélu, le 2 mars 1839, il quitte la Chambre des députés en 1842, ayant échoué au renouvellement du 9 juillet face à Ségur. Il se représente encore le 1er août 1846, et échoue face au député sortant.
Sous Louis-Philippe, Lebeuf appartient au conseil général de Seine-et-Marne.
Désigné, dès l'assemblée constitutive du 14 octobre 1846, secrétaire de l'Association pour la Défense du Travail National (ADTN), il y côtoie notamment Eugène Schneider, Léon Talabot, Joseph Perier, Frédéric Kulhmann, Eugène Dollffus, etc. Au sein de cette organisation, conduit sous le coup des bouleversements politiques, on verra Lebeuf, promu plus tard vice-président, co-signer l'appel pro-républicain du 25 février 1848 et prêcher l'apaisement à une base patronale agitée.
Lebeuf rentre au parlement lors des élections du 13 mai 1849 pour l'Assemblée législative : représentant de Seine-et-Marne, il siège à droite, opine avec la majorité antirépublicaine pour l'expédition de Rome, pour la loi Falloux-Parieu sur l'enseignement, et se rallie en 1851 à la politique du coup d'État du 2 décembre 1851. " M. Lebeuf, avez-vous La Presse aujourd'hui ? - Ce brigand de Girardin ! - La France ne sera tranquille que lorsqu'il n'y aura plus de journaux.- Pas un seul ! - Excepté Le Moniteur. - Et encore, à la condition qu'il ne mettra que les actes officiels." citation de Victor Hugo, Choses vues, mai 1851.
Il fait partie de la commission consultative, et, le 26 janvier 1852, est appelé au Sénat. Il prend part au rétablissement du régime impérial, et continue de se montrer, en matière économique, le champion zélé des idées protectionnistes. Il meurt en 1854 et repose au cimetière du Père Lachaise (3ème division), à Paris.
Il est aussi l'un des délégués de l'assemblée générale de la Caisse générale du commerce et de l'industrie.
Son fils aîné, Adrien Lebeuf de Montgermont (1824-1876) qui reprit la manufacture de faïence de Creil & Montereau et son fils cadet, Louis Lebeuf de Montgermont (1841-1918) diplomate et bibliophile furent respectivement autorisés par décret impérial du 24 janvier 1859 et du 30 mai 1863 à ajouter à leur nom patronymique celui de de Montgermont.
Son petit-fils, Georges Lebeuf de Montgermont (1854-1933) fut titré comte romain en 1881 par le pape Léon XIII.

### Vie familiale
- Louis Martin Lebeuf, marié le 12 novembre 1822, avec Athénaïs Pollissard, née en 1804, décédée le 12 décembre 1887, à Paris en son hôtel du 20, place Vendôme dont postérité:
  - Adrien Louis Lebeuf de Montgermont, né le 16 janvier 1824, mort le 19 juin 1876, à Paris en son hôtel du 12, place Vendôme. Maire de Montereau, conseiller général de Seine-et-Marne, administrateur de la Cie Fives-Lille, officier de la Légion d'honneur, commandeur de l'ordre des Saints-Maurice-et-Lazare, commandeur du Christ du Portugal. Marié le 16 juillet 1853 à Coubert (Seine-et-Marne), avec Joséphine Parent, née en 1835 à Malines en Belgique, fille de Basile Parent (6/12/1807 - 2/06/1866), décédée le 2 février 1902.
    - Georges Lebeuf de Montgermont, comte romain (1er juillet 1881), né le 10 octobre 1854, mort le 28 juin 1933, camérier secret de Léon XIII et Pie X. Administrateur de la Cie Fives-Lille, commandeur d'Isabelle-la-Catholique, chevalier de Saint-Grégoire-le-Grand. Marié le 16 juillet 1881, avec Alice Vallet de Villeneuve-Guibert, née le 21 novembre 1862, décédée le 3 avril 1950 à Paris en son hôtel au 62, rue Pierre Charron.
      - Sabine Lebeuf de Montgermont, née le 23 juin 1882, décédée le 12 juillet 1961. Mariée le 30 juin 1902 avec Gérard, baron de Montagnac, né le 10 octobre 1873, et tué le 11 septembre 1914, Mont-Notre-Dame (Aisne), officier de cavalerie, capitaine.
      - Marie Lebeuf de Montgermont, née le 27 mai 1883, décédée le 28 novembre 1979. Mariée le 5 février 1904, avec le comte Henri de Jouvencel, né le 9 octobre 1877, mort le 7 juillet 1960, conseiller référendaire à la Cour des comptes.
      - Cécile Lebeuf de Montgermont, née le 12 septembre 1887, décédée le 28 mai 1961. Mariée le 6 juillet 1905, avec Henry de Vincens, marquis de Causans, né le 15 juillet 1880, mort le 27 octobre 1965.
      - Yvonne Lebeuf de Montgermont, née le 26 février 1889, décédée le 15 août 1981. Mariée le 8 mai 1911 avec Jean, baron Michel de Trétaigne, né le 18 septembre 1883, mort le 29 mai 1956, lieutenant d’infanterie, chevalier de la Légion d'honneur, croix de guerre 1914-1918.
      - Madeleine Lebeuf de Montgermont, née le 20 octobre 1893, décédée le 19 avril 1977. Mariée le 13 janvier 1919 avec Florent, baron de Selys de Fanson, né le 13 novembre 1884, décédé en 1940, diplomate.

    - Jeanne Lebeuf de Montgermont, née le 3 avril 1860, décédée le 11 mai 1898. Mariée le 30 juin 1881, Paris, avec Jules, Prince de La Rochefoucauld-Montbel, né le 10 février 1857, mort le 12 janvier 1945.

  - Alexandrine Louise Marie Lebeuf de Montgermont, née le 19 juin 1830, décédée le 14 mai 1865. Mariée en 1850 avec André, comte de Jonage, né en 1821, décédé, maire de Saint-Sorlin, conseiller général de l'Ain.
  - Louis Lebeuf de Montgermont, né le 30 septembre 1841, mort le 27 février 1918 à Paris en son hôtel du 72, rue de Varenne diplomate, bibliophile. Marié le 23 avril 1866, avec Jeanne Schnetz, née le 1er mai 1846, décédée le 25 novembre 1931.
    - Louise Lebeuf de Montgermont, née le 26 août 1869, décédée le 28 avril 1929. Mariée le 18 août 1890, avec Louis, prince de Broglie, né le 27 mai 1862, mort le 24 novembre 1958, lieutenant de cavalerie.

## Armes

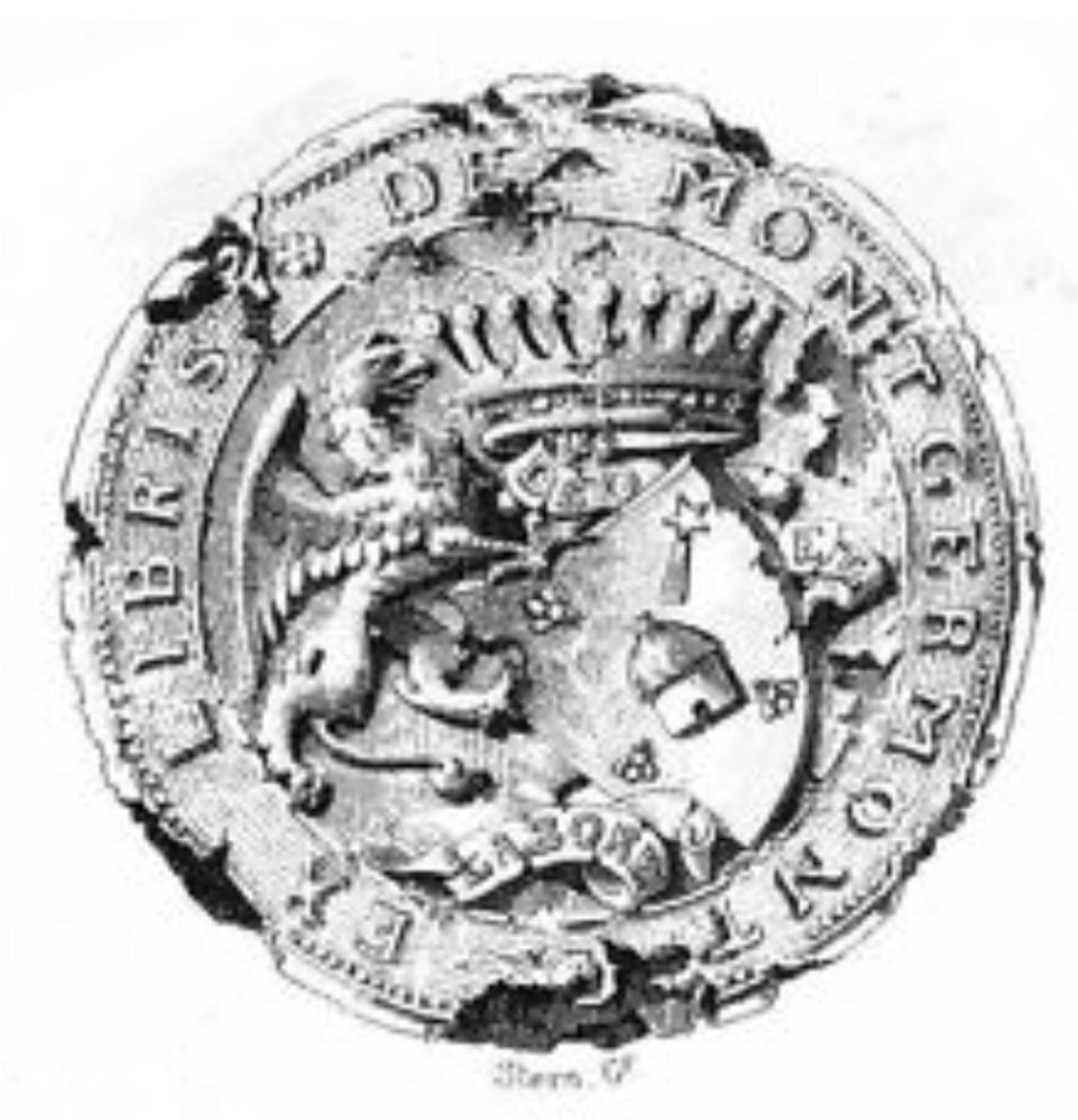

Blason : une ruche, trois abeilles et une étoile.
Devise : "DEO ET LABORE".
Couronne : Comte romain.
Blason et titre conféré par le Vatican à Goerges Lebeuf de Montgermont le 1er juillet 1881 (noblesse papale)

## Demeures
- 58, rue d’Hauteville : Premier hôtel de Louis Lebeuf
- 20, place Vendôme : Dernière demeure de Louis Lebeuf
- 12, place Vendôme
- Hôtel d'Adrien Lebeuf de Montgermont
- 72, rue de Varenne
- Hôtel de Louis Lebeuf de Montgermont
- 62, rue Pierre Charron. Hôtel de Georges Lebeuf de Montgermont
- Château de Montgermont : Château de Louis Lebeuf
- Château de Coubert (77) : Château d'Adrien Lebeuf de Montgermont
- Château de Saint Michel d'Halescourt (76) : Château de Georges Lebeuf de Montgermont

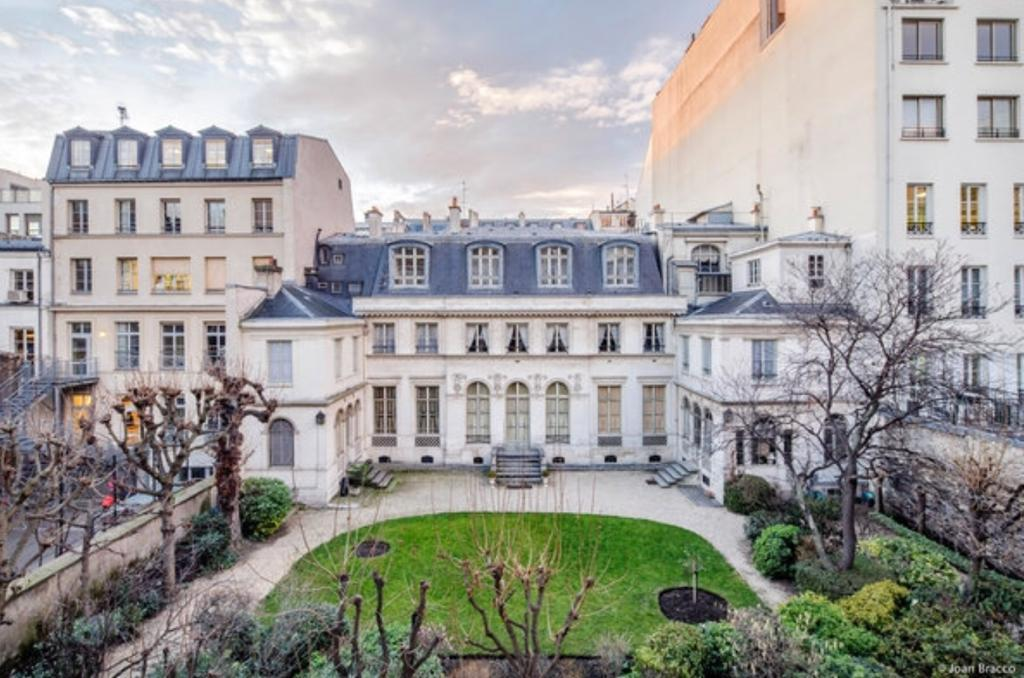
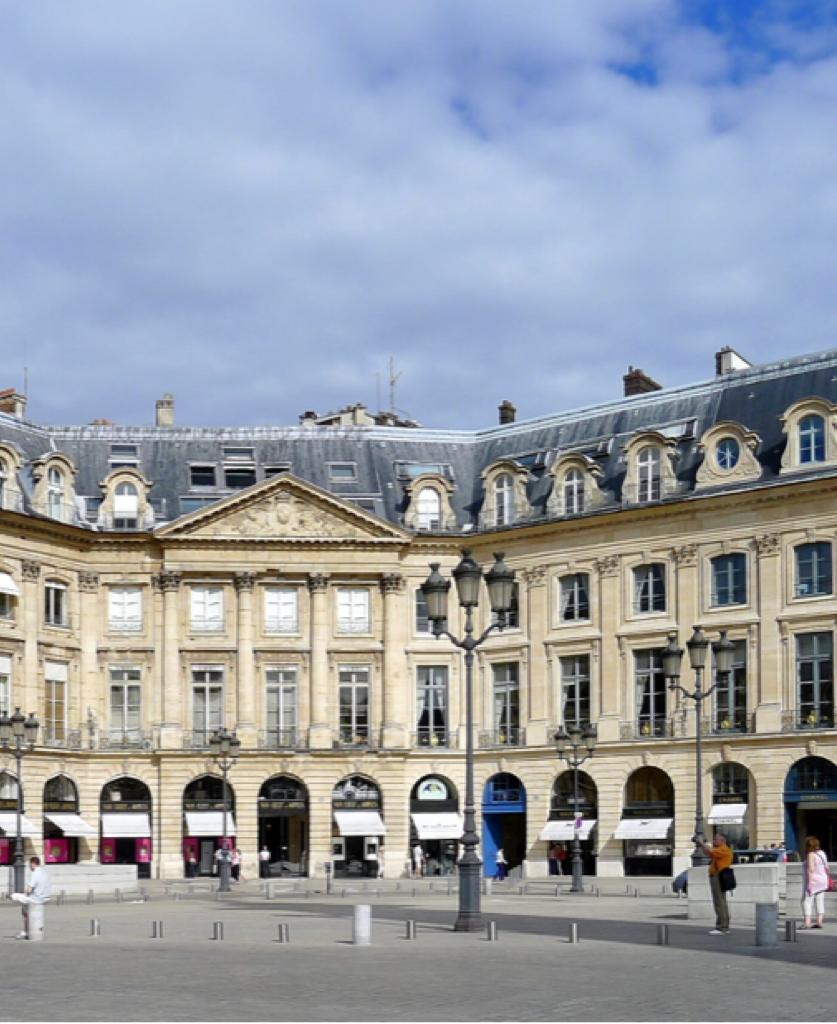
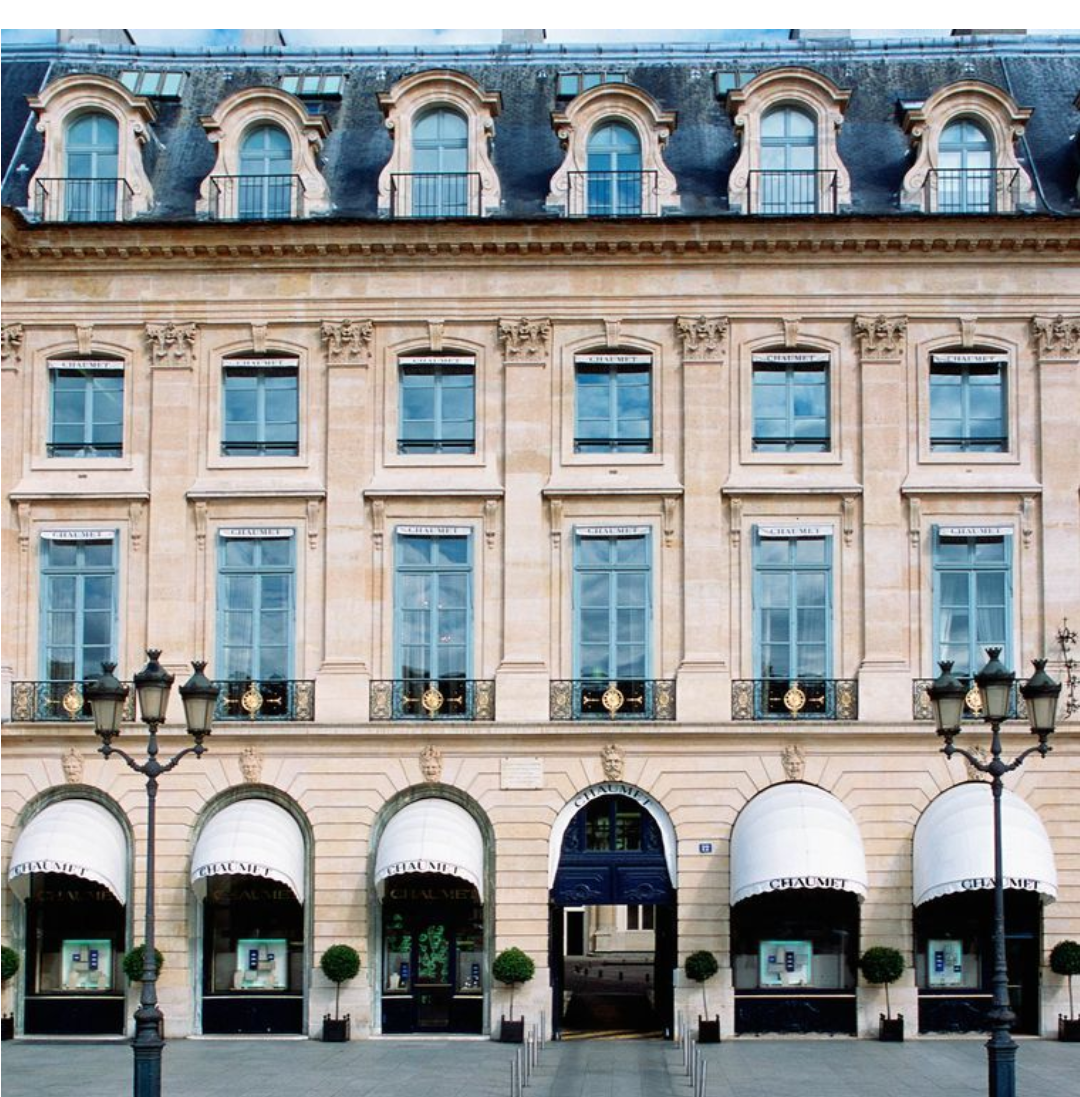
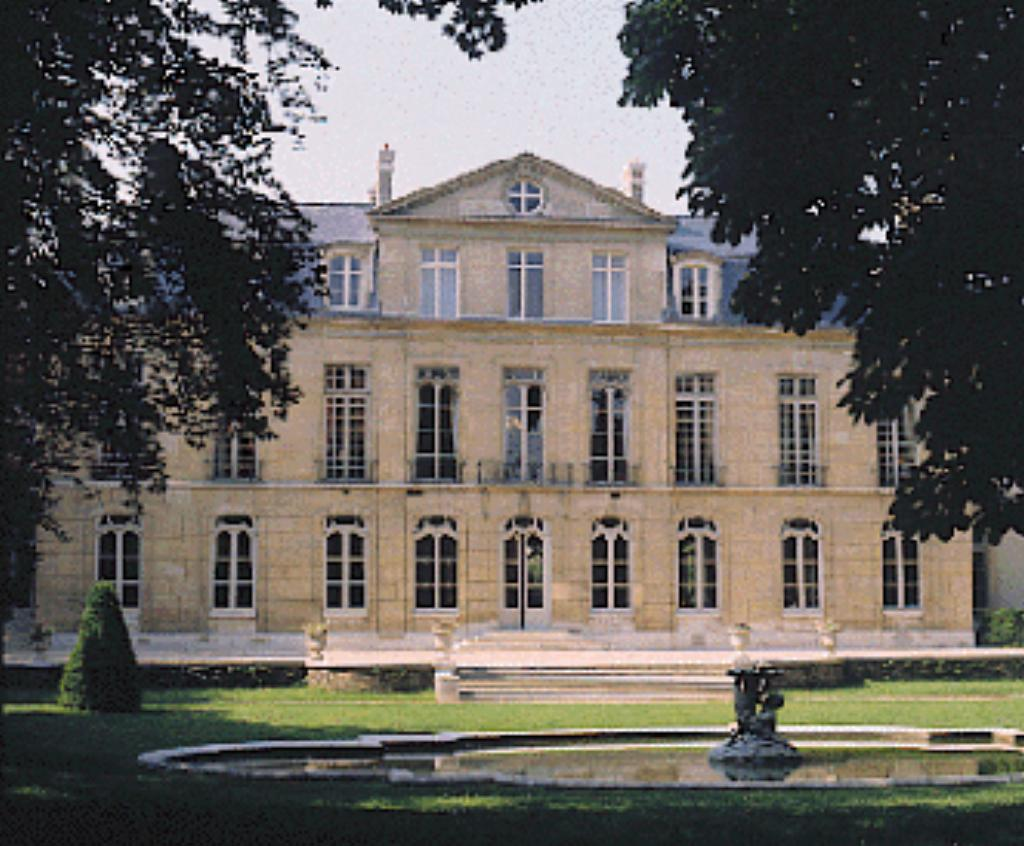
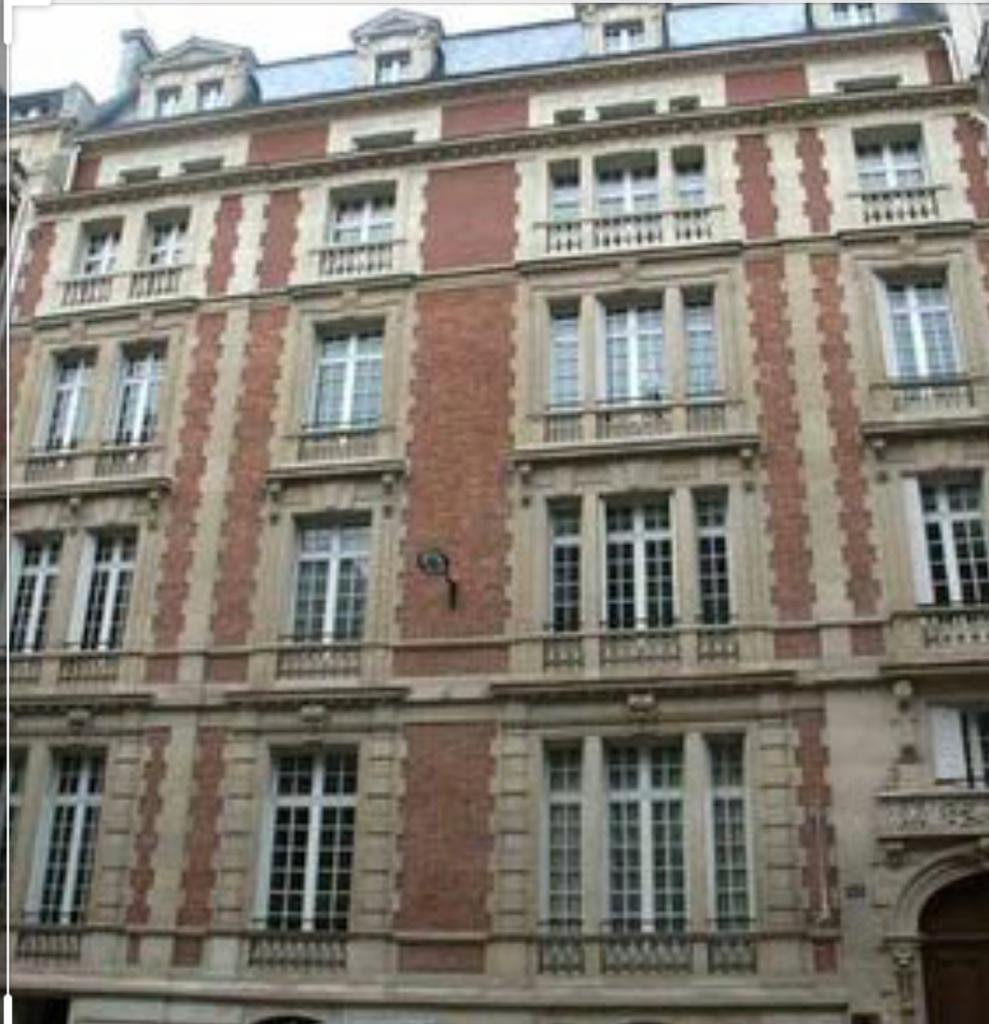
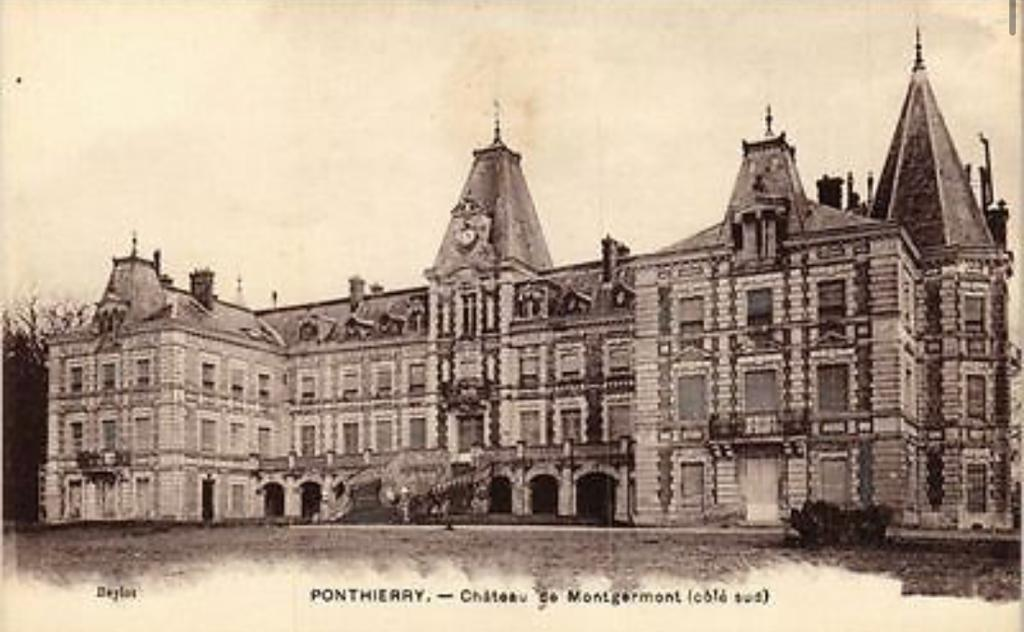
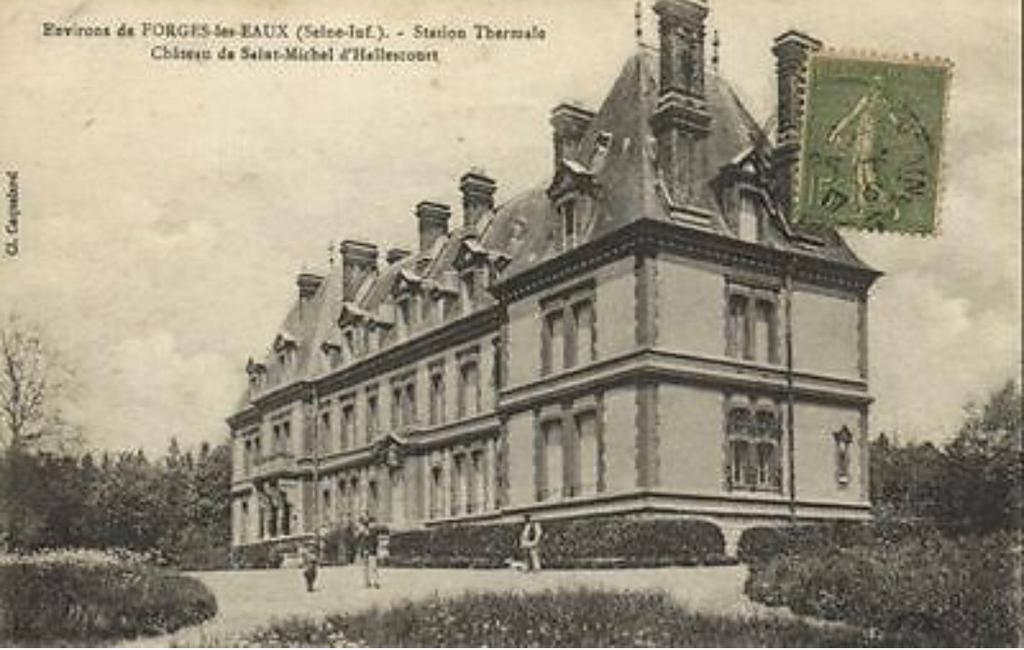

## Sources
- « Louis Martin Lebeuf », dans Adolphe Robert et Gaston Cougny, Dictionnaire des parlementaires français, Edgar Bourloton, 1889-1891 [détail de l’édition]
- Dictionnaire des familles qui ont fait modifier leurs noms entre 1803 et 1865”.
- Roglo
- Alain Plessis 1985 « Regents et gouverneurs de la banque de France sous le second empire »
- La-faiencerie-de-montereau.html
- Guy Mandosse « archives familiales Lebeuf »